# František Tesař (pedagog)
František Tesař (20. dubna 1818 Dub u Volyně – 18. června 1885 Praha) byl český pedagog, spolkový činovník, novinář, šéfredaktor a spisovatel, autor učebnic, čítanek a knih pro mládež.

## Život
Narodil se v obci Dub poblíž Volyně na Šumavě. Vystudoval na německých školách ve Strakonicích a Písku, posléze odešel roku 1839 studovat německou vzorní školu pro učitele v Praze, kterou zakončil roku 1841. Následně nastoupil na německou městskou školu u sv. Jiljí v Praze. Jeho působením a jeho učitelského kolegy Josefa Kadrlatého byla na škole zavedena výuka v češtině. Prostřednictvím Štěpána Bačkory byl Tesař uveden do společenského vlasteneckého salonu Karla Slavoje Amerlinga a stal se členem českého spolku Budeč. V roce 1848 se jakožto člen Národního výboru a Slovanské lípy účastnil pražského revolučního dění.
V roce 1848 se stal členem učitelského sboru české hlavní školy v Praze. Společně s ním sem nastoupili také Karel Amerling, Jan Karel Škoda, Josef Walter, Vincenc Dominik Bíba a Petr Mužák, později také Jan Malýpetr. Téhož roku absolvoval pobyt ve Vídni, kde ve spolupráci s rakouským ministerstvem školství pomáhal připravit reformu českého školství. Rovněž se roku 1849 stal členem pražské školní rady. Stal se též předsedou spolku Budeč a po rezignaci šéfredaktora periodika Posel z Budče Josefa Franty Šumavského převzal jeho pozici. Hojně přispíval také do časopisů Škola, Škola a Život, Národní škola a dalších. Rovněž byl autorem pedagogické literatury, učebnic a knih určených mládeži. Jím sepsaná Německá mluvnice pro Čechy z roku 1856 byla následně ministerstvem školství přijata jako učební pomůcka.
Roku 1860 se významně zasloužil o zřízení české vyšší dívčí školy v Praze. Se svou manželkou Annou provozoval také soukromý vzdělávací ústav pro dívky na pražském Senovážném náměstí. Roku 1866 se stal členem pražského městského zastupitelstva.
František Tesař zemřel 18. června 1885 v Praze. Pohřben byl v rodinné hrobce na Olšanských hřbitovech.

## Dílo (výběr)
- Německá mluvnice pro Čechy (1856)
- Naučné i zábavné povídky pro útlou mládež (1873)